# Oğulpaşa, Osmaneli
Oğulpaşa là một xã thuộc huyện Osmaneli, tỉnh Bilecik, Thổ Nhĩ Kỳ. Dân số thời điểm năm 2011 là 613 người.